# Guerre des Crochets et des Cabillauds
Guerres des Hameçons et des Cabillauds
La guerre des Crochets et des Cabillauds ou guerre des Hameçons et des Cabillauds (en néerlandais Hoekse en Kabeljauwse twisten), est un conflit politique qui se déroule en Hollande de 1345 à 1490, entre deux factions appelées parti du Crochet et parti des Cabillauds.
Ce conflit débute après la mort du comte Guillaume IV en 1345, à l'occasion d'un conflit survenu en 1349 entre la comtesse Marguerite d'Avesnes, sœur et successeur du défunt, et son fils Guillaume de Wittelsbach, héritier présomptif. Mais en arrière-plan, il s'agit aussi d'un conflit entre la bourgeoisie urbaine et la noblesse féodale de Hollande.
Le conflit se poursuit ensuite en prenant de l'importance à l'occasion des problèmes dynastiques touchant les Pays-Bas et particulièrement le comté de Hollande : notamment lors de la succession de Jacqueline de Bavière à Philippe le Bon vers 1430 et après la mort de la duchesse Marie de Bourgogne, fille de Charles le Téméraire, sous la régence de son époux Maximilien d'Autriche.
La défaite en juillet 1490 du soulèvement des Hameçons dirigé par Frans van Brederode (la « guerre du jonker Frans ») marque la fin de la guerre des Hameçons et des Cabillauds.
D'autres conflits politiques ont lieu durant cette période aux Pays-Bas, comme celui des Hekerens et des Bronkhorsten dans le duché de Gueldre lors de la guerre de Succession de Gueldre ; celui des Schieringers et des Vetkopers en Frise ; celui des Lichtenbergers et des Fresingen dans la principauté épiscopale d'Utrecht ; celui des Klauwaerts et des Leliaerts dans le comté de Flandre.

## Contexte

### Le comté de Hollande, fief du Saint-Empire
Au XIVe comme au XVe siècle, le comté de Hollande est un fief du Saint-Empire romain germanique, dont les souverains, les comtes de Hollande, appartiennent à la maison d'Avesnes jusqu'en 1345, puis à la maison de Wittelsbach jusqu'en 1433, enfin à la maison de Valois-Bourgogne (issue de la famille royale française des Valois) à partir de 1433 (sous le règne de Philippe le Bon).

### Le comté de Hollande, élément de l'État bourguignon (à partir de 1433)
Tout en continuant de relever du Saint-Empire (jusqu'en 1581), il devient alors un des fiefs réunis par les puissants ducs de Bourgogne au sein de ce qu'on appelle l'État bourguignon.
Après la mort de son père Charles le Téméraire (janvier 1477), l'héritière, Marie de Bourgogne (1457-1482), épouse Maximilien d'Autriche (1459-1519), de la maison de Habsbourg : le comté de Hollande passe alors à cette famille avec le duc Philippe le Beau (1478-1506), à qui succède Charles de Habsbourg (futur Charles Quint). Maximilien, qui devient empereur en 1493, est régent des possessions bourguignonnes de 1482 à 1494. C'est donc sous sa régence que prend fin la guerre des Cabillauds.

## Début du conflit

### La succession de Guillaume IV (1345-1349)
Le comte Guillaume IV de Hollande (1317-1345), est tué lors d'une bataille livrée à Stavoren contre l'armée de la principauté épiscopale d'Utrecht.
Comme il ne laisse pas de descendance, il revient à l'empereur, Louis IV (1282-1347), duc de Bavière, de désigner un successeur dans la dynastie d'Avesnes : il choisit (janvier 1346) sa propre épouse Marguerite (1311-1356), sœur du défunt. Il écarte notamment Jean de Beaumont, oncle du défunt, Philippa de Hainaut, autre sœur du défunt, épouse du roi d'Angleterre Edouard III et Jeanne de Hainaut, épouse du duc de Jülich.
Marguerite prend possession des trois comtés concernés (Hollande, Zélande et Hainaut) et en septembre 1346, nomme son fils Guillaume (1330-1389), futur héritier, son lieutenant (stathouder) en Hollande et Zélande.
La mort de Louis IV en 1347 affaiblit la position de Marguerite : le roi d'Angleterre et le duc de Jülich contestent le choix de Louis IV et réclament une révision de la succession. Les nobles mécontents de Guillaume, accusé de favoritisme, se manifestent aussi. La situation est aggravée par le conflit qui se poursuit avec la principauté d'Utrecht.

### Le conflit entre Marguerite et Guillaume (1349-1354) et la formation des deux factions
Son fils Guillaume  entre en conflit avec elle en 1349.
C'est en 1350 que se forme le parti des Cabillauds, puis celui des Hameçons. Le parti des Cabillauds soutient Guillaume, duc de Bavière en 1347. Ce parti est composé principalement de bourgeois des villes de Hollande, qui connaissent alors un grand développement, plus tardif que celui des villes du comté de Flandre (Bruges et Gand notamment).
Le parti du Crochet, soutenu par Marguerite II de Hainaut, mère de Guillaume, représentait la noblesse conservatrice.
La paix est rétablie en 1354 : Guillaume devient comte de Hollande et de Zélande ; Marguerite conserve le Hainaut, dont Guillaume hérite à sa mort en 1356.

## Le conflit après la mort de Marguerite de Hainaut (1356)

### Sous la dynastie de Bourgogne (1433-1482)
Le parti des Hameçons est opposé à l'avènement de Philippe le Bon comme comte de Hollande, au détriment de Jacqueline de Bavière.
Par la suite, les Hameçons sont hostiles à la dynastie de Valois-Bourgogne (Philippe le Bon, Charles le Téméraire, Marie de Bourgogne), puis à l'époux de Marie, le Habsbourg Maximilien d'Autriche, régent des possessions bourguignonnes après la mort de Marie (1482), au nom de leur fils Philippe le Beau (1478-1506), qui devient duc régnant en 1494.

### Durant la régence de Maximilien d'Autriche: l'ultime soulèvement du parti des Hameçons (1488-1490)
À partir de 1484, Maximilien est confronté à une sérieuse rébellion des villes de Flandre : en 1488, il est même retenu prisonnier par les Brugeois, ainsi que plusieurs de ses conseillers. Un soulèvement du parti des Hameçons a alors lieu en Hollande.
Il est dirigé par Frans van Brederode (1465-1490), issu d'une famille attachée de longue date à cette faction. Il est choisi par un groupe de conjurés alors qu'il est étudiant à Louvain.
Le 18 novembre 1488, il réussit à s'emparer de Rotterdam, qu'il tient ensuite pendant plusieurs mois, menant des attaques dans les environs. Il ne réussit cependant pas à prendre d'autres villes importantes (Delft, Dordrecht, Gouda, Schiedam), seulement Woerden et Mont-Sainte-Gertrude.
En 1489, le stathouder de Hollande et Zélande, Jean III d'Egmont, met le siège devant Rotterdam qu'il réussit à prendre en juillet. Plusieurs meneurs sont jugés et certains décapités, notamment le maire de Rotterdam.
Frans van Brederode, qui a échappé à la capture, se réfugie avec des compagnons en Zélande. Il est rattrapé en juillet 1490 par le stathouder. Une bataille a lieu le 23 juillet à Brouwershaven, non loin de Zierikzee, opposant 1 000 Hameçons aux 3 000 hommes du stathouder. Brederode est fait prisonnier et condamné à mort, mais meurt en prison de ses blessures.

## Liste de protagonistes

### Parti des Hameçons
- Marguerite II de Hainaut
- De seigneurs de Brederode, entre autres Thierry III
- Jean II de Polanen (nl)
- Guillaume van Duvoorde
- Jan van Heemstede
- Jan van Heenvliet
- Albert Ier de Hainaut
- Hugo die Blote 1392-93
- Foyken Foykenszn, seigneur de Waalwijk 1392-93
- Henri III de Naaldwijk (nl)
- Renaud Ier de Brederode
- Jan van Drongelen
- Guillaume IV de Hainaut
- Jacqueline de Hainaut
- Walrave Ier de Brederode
- Florent III d'Haamstede (nl)
- De seigneurs de Wassenaer (nl), entre autres Philippe (nl)
- Guillaume de Brederode (nl), amiral sous Jacqueline de Hainaut
- Jean II de Montfoort
- Gérard II de Poelgeest (nl)
- Thierry de Merwede (nl)
- Les seigneurs de Cats
- Floris van Kijfhoek
- Gérard II de Strijen (nl)
- Willem Nagel (nl)
- Arnoud Spiering van Aalburg (nl)
- Edouard de Hoogwound (nl)
- Dirk van Hodenpyl (1470-1490)
- Rodolphe de Diepholt, évêque du parti des Hameçons
- Gilbert de Brederode, évêque-électeur du parti des Hameçons
- Renaud II de Brederode
- Jean III de Montfoort (nl)
- Engilbert de Clèves
- Jean II de Clèves
- Walrave II de Brederode
- Frans van Brederode
- Joris de Brederode (nl)
- Henri van Zuylen van Nijevelt (nl)

### Parti des Cabillauds
- Guillaume III de Hainaut
- Les seigneurs d'Egmont, entre autres Jean Ier (nl)
- Gérard III d'Heemskerk (nl)
- Les seigneurs d'Arkel, entre autres Jean IV en Othon
- Gilbert II de Nijenrode (nl)
- Hendrik van der Woerd, 1358-59
- Jan van Kervena, 1358-59
- Wouter van Heemskerk, 1358
- Johan van Zuylen van Natewisch (nl)
- Brunstijn d'Herwijnen (nl)
- Pouwels van Haastrecht
- Les seigneurs de Borssele (nl), entre autres Florent (nl)
- Jean III de Bavière
- Jean II d'Egmont
- Jean V d'Arkle et Guillaume Othon
- Les seigneurs d'Abcoude, alias de Gaasbeek : Sweder et son fils Jacob (nl)
- Claes van Swieten
- Willem van IJzendoorn
- Les seigneurs d'Heemskerk
- Philippe le Bon (Il n'était pas un membre actif, mais il soutenait le parti des Cabillauds)
- Albrecht Beiling (nl), connu pour ses funérailles vivantes
- Jacob van Borssele
- Les seigneurs d'Uitkerke, notamment Roland et Jan van Uitkerke
- Les seigneurs de Buren (nl), entre autres Otto van Buren et Alard van Buren
- Willem van den Coulster
- Les seigneurs de Lisse, entre autres Floris van Lisse et Maarten van Lisse
- Jean de Villiers
- David de Bourgogne, évêque bourguignon (du parti des Cabillauds)
- Maximilien d'Autriche
- Jan van Schaffelaar (nl) (connu pour avoir sauter de la tour de Barneveld)
- Josse de Lalaing
- Frédéric d'Egmont
- Jean III d'Egmont

## La guerre des Hameçons et des Cabillauds dans la culture
- Jeu vidéo : la guerre des Crochets et des Cabillauds est l'objet du cinquième scénario de la campagne d'Age of Empires II: DE consacrée aux Bourguignons. Le joueur y contrôle l'armée de Philippe le Bon.